# アフリカトキコウ

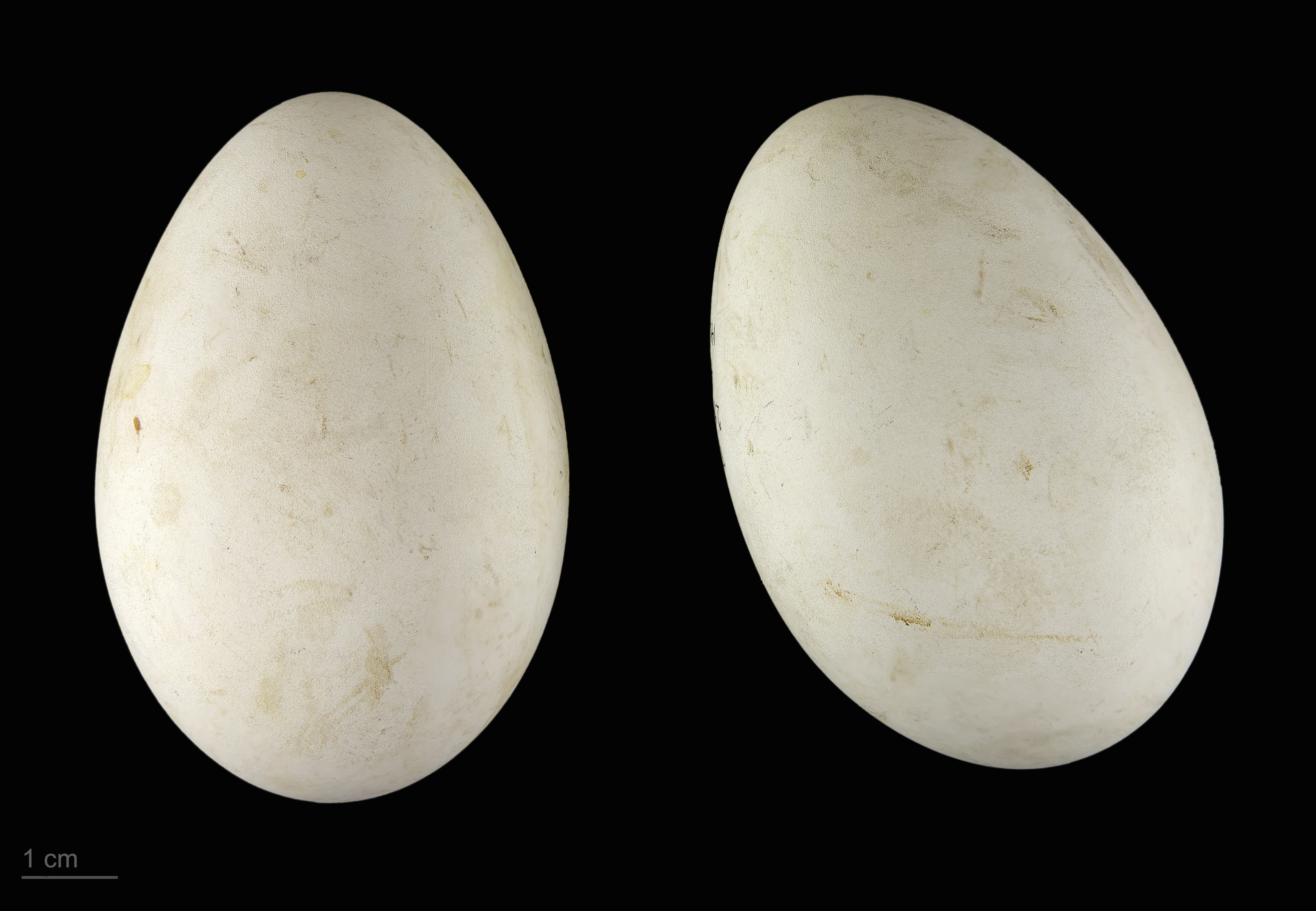
Mycteria ibis

アフリカトキコウ（学名:Mycteria ibis）は、コウノトリ目コウノトリ科に分類される鳥類の一種である。別名トキコウ。種小名(ibisはラテン語でトキの意味である)からもわかるように、かつてはトキ類と混同されていた。そのため、英名でWood Ibisと呼ばれることもあった。

## 分布
サハラ以南のアフリカ、マダガスカルに分布する。

## 形態
全長約95-105cm。体は白色で、風切羽、尾羽は黒色である。雨覆は紅色をおびている。眼の周囲から嘴の基部までは皮膚が裸出しており赤い。嘴は橙黄色、脚は桃色である。
幼鳥は全体に灰褐色である。

## 生態
湖沼や、干潟、海岸、湿地などに生息する。
魚類、甲殻類、昆虫類などを捕食する。ネズミなどの小型の哺乳類を食べることもある。
大木の上や崖などに、小規模のコロニーを形成して繁殖する。雌雄で造巣し、1腹2-4個の卵を産み、抱卵期間は約30日である。抱卵、育雛は雌雄共同で行う。雛は、約55日で巣立ちする。